# Totentempel des Thutmosis III. (Deir el-Bahari)
Der Totentempel des Thutmosis III. (auch Djeser-achet) in Deir el-Bahari ist ein Terrassentempel, den der König (Pharao) Thutmosis III. (ca. 1486–1425 v. Chr.) errichten ließ. Der Tempel wurde im begrenzten Platz zwischen dem Totentempel des Mentuhotep II. und dem Totentempel der Hatschepsut errichtet, an erhöhter und diese Tempel überragender Stelle.
Eine Inschrift bezeichnet den Tempel als Millionenjahrhaus, allerdings besaß Thutmosis III. mit Henket-anch bereits ein Millionenjahrhaus nördlich des Ramesseums und auch das Ach-menu in Karnak wurde als solches bezeichnet, wodurch die Funktionsbestimmung erschwert wird. Der sehr schlechte Erhaltungszustand ist darauf zurückzuführen, dass er seit der späten Ramessidenzeit zur Wiederverwendung abgetragen wurde und das Abtragen der Stützmauern einen gewaltigen Erdrutsch auslöste.

## Geschichte

### Erbauung und Nutzung
Der Tempel wurde in den letzten zehn Regierungsjahren Thutmosis’ III. gebaut, vermutlich zwischen dem 43. und 49. Regierungsjahr. Der Baubeginn fällt damit mit der Zeit von Hatschepsuts Entehrung und der damit verbundenen Demolierung ihres Tempels zusammen. Bauleiter war der Wesir Rechmire. Während der Amarna-Zeit wurden die Namen und Darstellungen Amuns getilgt, aber in späterer Zeit wiederhergestellt. Der Kult wurde bis in die 20. Dynastie aufrechterhalten.
Unter Ramses IV. oder Ramses VI. wurde mit dem Abbruch des Tempels zusammen mit dem Mentuhotep-Tempel begonnen, vermutlich zur Wiederverwendung des Baumaterials für einen größeren Tempel am unteren Aufwegende. Durch die Entfernung der Stützmauern rutschten gewaltige Schuttmassen ab und lösten einen Bergrutsch aus. In der 26. Dynastie diente die Ruine als Begräbnisstätte.

### Entdeckung und Erforschung
Bereits 1903 fand Édouard Naville bei seinen Grabungsarbeiten am Totentempel des Mentuhotep II. den Aufweg des Thutmosis-Tempels, von welchem er allerdings annahm, dass er zum Mentuhotep-Tempel gehörte. 1906 entdeckte Naville das Felsenheiligtum der Göttin Hathor, welches auf der Höhe der Terrasse des Mentuhotep-Tempels lag und womöglich durch eine Treppe mit diesem verbunden war. 1912/13 fand Herbert E. Winlock in einer Kampagne des Metropolitan Museum of Art das untere Ende des Aufwegs an der Fruchtlandgrenze. Er ordnete dieses anfänglich dem Mentuhotep-Tempel zu, erkannte aber bereits 20 Jahre später, dass dieser von Thutmosis III. gebaut wurde.
Erst 1961/62 entdeckte ein Team polnischer Archäologen unter der Leitung von Kazimierz Michałowski und später von Jadwiga Lipińska die eigentliche Tempelanlage Djeser-achet des Thutmosis III. und diese wurde in fünfjähriger Grabungsarbeit freigelegt. Seitdem arbeitet die polnische Expedition an der Auswertung und Rekonstruktion der komplexen Fundumstände, darunter tausende fragmentarische Tempelelemente mit Inschriften und Reliefs.

## Architektur

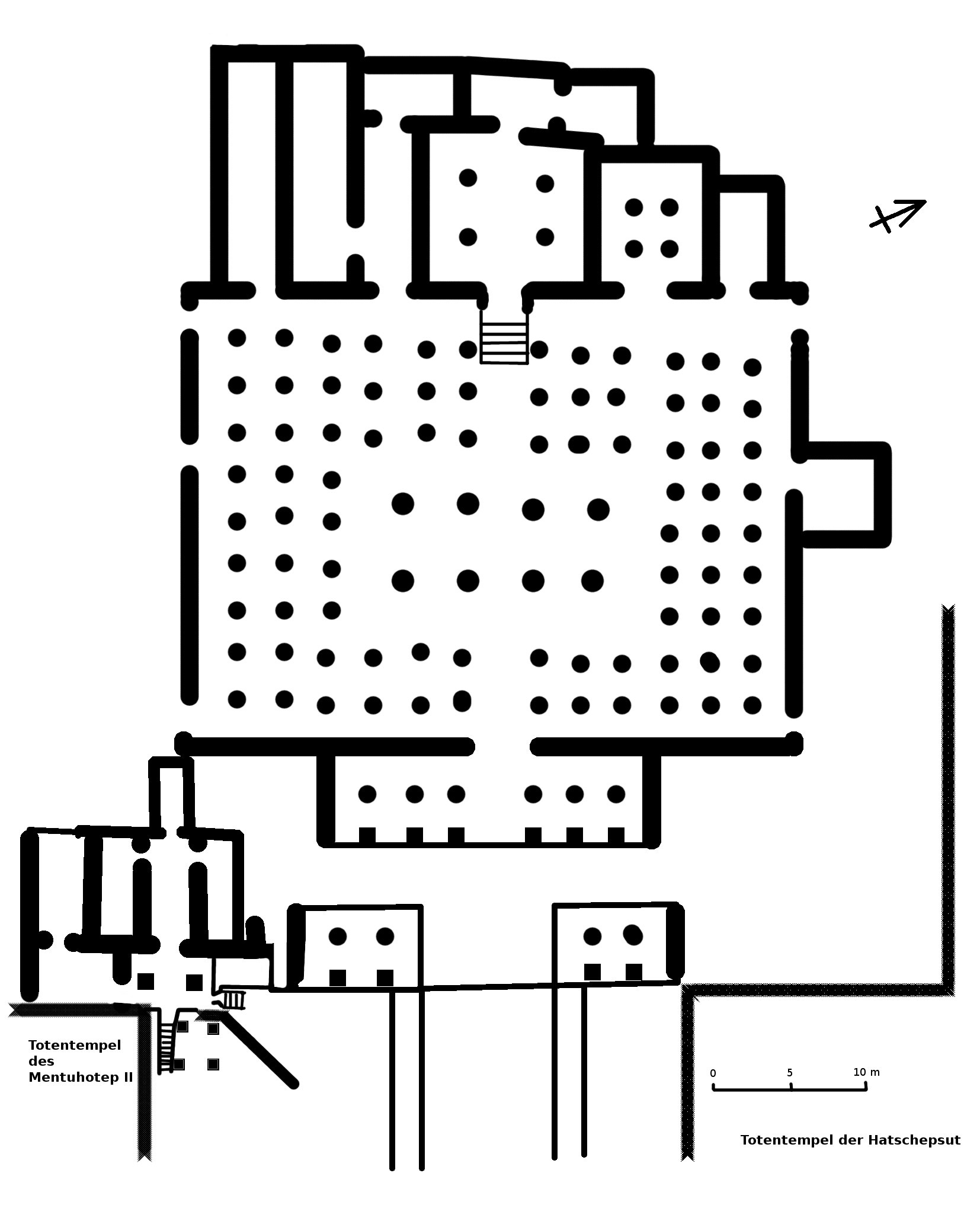
Plan des Tempels nach J. Lipinska

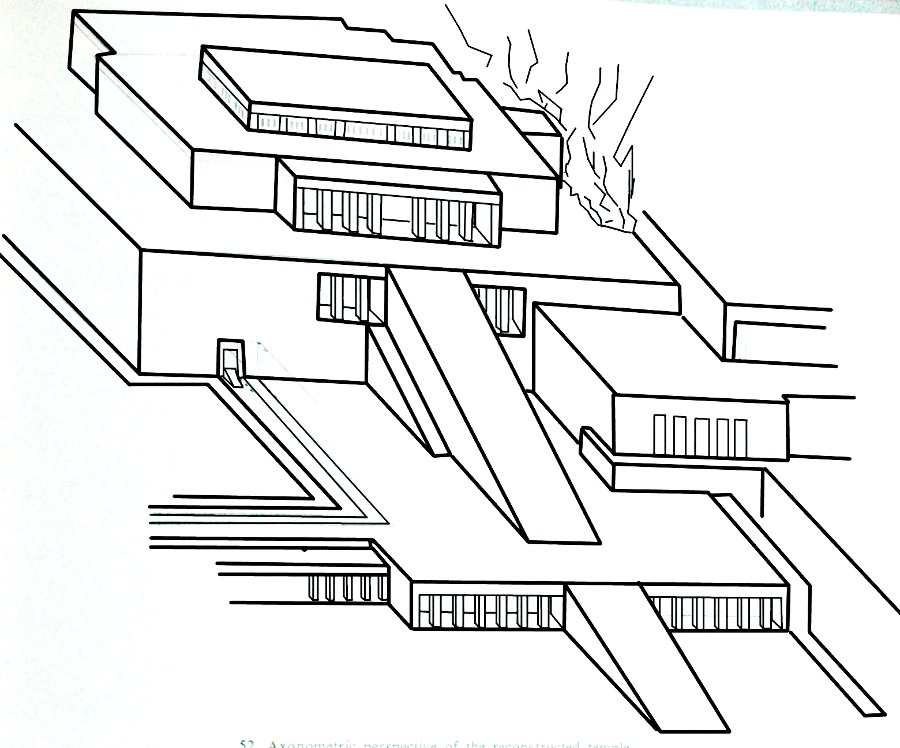
Rekonstruktion des Tempels nach J. Lipinska

### Taltempel
Der Taltempel befand sich an der Fruchtlandgrenze. Er wurde bereits zur Zeit von Ramses IV. abgetragen und im Fundament von dessen Tempel in el-Birabi wiederverwendet, wovon einige Blöcke mit den Kartuschen Thutmosis’ III. zeugen.

### Aufweg
Etwa einen Kilometer östlich des Totentempels entdeckte Herbert Winlock 1912/13 das Ende des Aufwegs an der Fruchtlandgrenze beim Ort el-Birabi. Der Aufweg war zu beiden Seiten mit Mauern begrenzt, von welchen als längstes Stück ein 130 Meter langer Teil der Nordwand erhalten ist. Man fand auch zwei Reihen von Gruben, die jeweils in einem Intervall von 6 Metern in den Felsen gehauen wurden. Diese enthielten Lehm und Reste von Wurzeln. Der Aufweg war somit mit zwei Baumreihen geschmückt. Die südliche Mauer des Aufwegs wurde komplett zerstört, seine Breite wird aber um 32,5 Meter geschätzt.

### Barkenstation
Auf halbem Weg zum Haupttempel wurden die Überreste einer Barkenstation nachgewiesen, ein kleiner Tempel für die Kultbarke, die während des Talfestes zum Haupttempel getragen wurde. Abgesehen von einem Gründungsblock sind keine Bauelemente von diesem in situ erhalten geblieben, aber die Gründungsgruben, die aus dem Fels gearbeitet wurden, ermöglichen Erkenntnisse über Größe und Ausrichtung des Tempels. Er maß etwa 11 Meter × 16 Meter und orientierte sich exakt an den Achsen des Aufwegs. Eine Gründungsgrube war noch intakt erhalten und enthielt unter anderem Werkzeuge, Gefäße und Körbe.

### Haupttempel

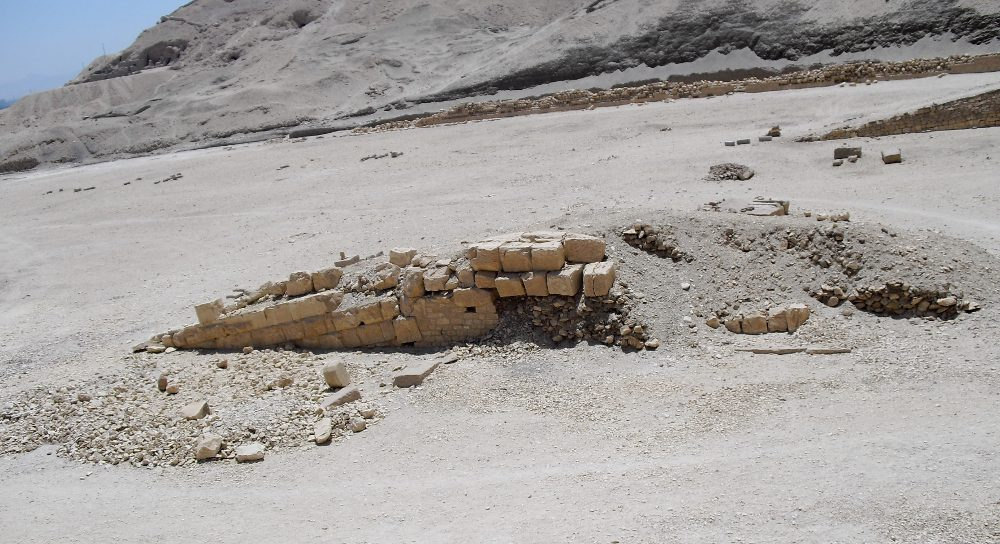
Überreste der Rampe, die zum Haupttempel führte

Den 20 Meter hoch gelegenen Haupttempel erreichte man über eine gewaltige 91,5 Meter lange Rampe, die vermutlich zu einer mit Pfeilern versehenen Tempelfront führte. Dahinter gelangte man durch ein Granittor, dessen Wände noch erhalten sind, ins Hypostyl.
Das 37,8 Meter lange und 26,4 Meter breite Hypostyl ist einzigartig in der ägyptischen Architektur und nur die Festhalle des Thutmosis’ III. im Ach-menu in Karnak ähnelt ihm. In beiden Hypostylen verläuft die zentrale Kolonnade quer zur Hauptachse des Tempels und in beiden ist es von einer kleineren umgeben, ohne dass eine Beziehung zwischen ihnen ersichtlich ist: Die zwölf Mittelsäulen heben sich in basilikal erhöhter Stellung von den allseitig umgebenden, niedrigeren Säulen ab. Die Wände zwischen der niedrigeren Decke der umgebenden Säulen und der erhöhten Decke der Mittelsäulen wurden mit Fenstern versehen.

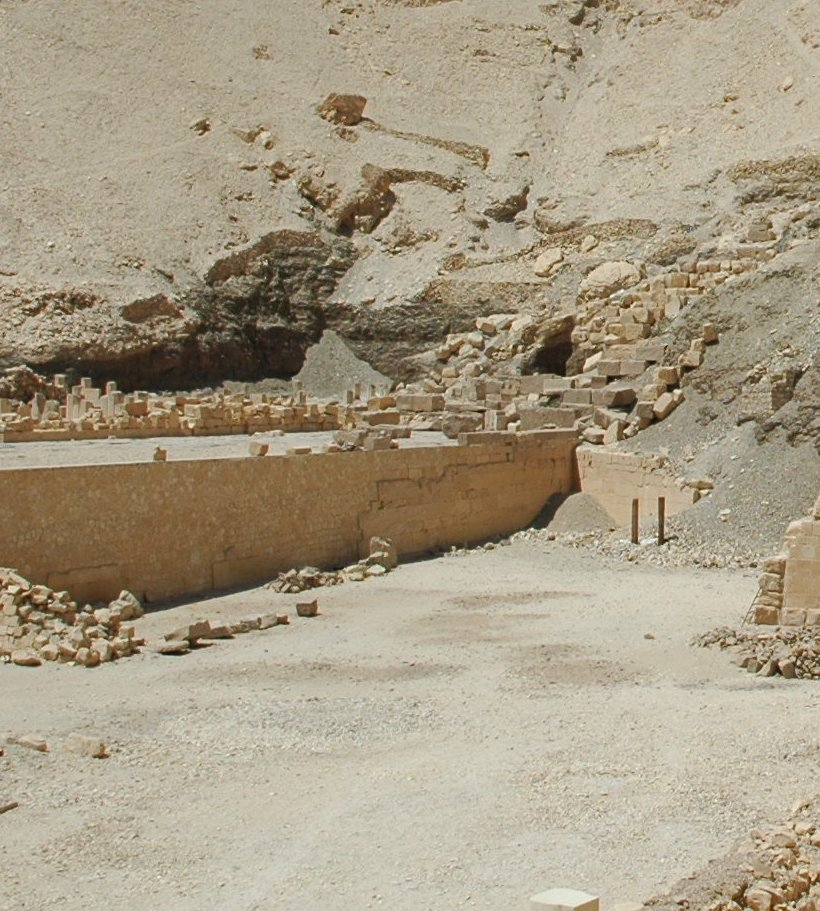
Terrasse des Mentuhotep-Tempels mit dahinter liegender Hathorkapelle des Thutmosis III. im heutigen Zustand (2010)

Die Überreste der Mauerfundamente und von Säulen westlich hinter dem Hypostyl lassen vermuten, dass der Tempel hier in drei Hauptteile getrennt war, von denen jeder seinen eigenen Prozessionsweg durch die Halle besaß. Der zentrale Teil war zweifellos Amun gewidmet und enthielt die Halle mit vier Säulen für die heilige Barke des Amun, in der diese während seines Besuchs im Tempel aufbewahrt wurde, dahinter den Opfertischraum und schließlich in längs laufender Achse das Sanktuar.
Die Wände des Säulensaals waren mit Szenen des Talfests dekoriert, wie zum Beispiel der Abbildung der Barke des Amun, von Priestern, Musikanten und Tänzerinnen, die am Talfest beteiligt waren.

### Hathor-Kapelle
Die Hathor-Kapelle war der Göttin Hathor beziehungsweise Hathor „Herrin des Westberges“ geweiht. Ihr Zugang erfolgte über die Nordhalle des Mentuhotep-Tempels, sie hatte aber an dieser Stelle nachweislich keinen Vorgängerbau. Das Allerheiligste dieses Tempels, das als Kultbildhöhle gestaltet war, fand Édouard Naville noch intakt vor. Das Kultbild zeigt zweimal Amenophis II., den Sohn des Thutmosis’ III., der die Kapelle vollendete, einmal als säugendes Kind beim Trinken der göttlichen Milch aus dem Euter der Kuh und einmal rundplastisch, stehend vor der Kuh. Die Wandreliefs zeigen neben Thutmosis III. Königin Meretre und Meretamun.

Historische Aufnahmen der Hathor-Kapelle von 1907
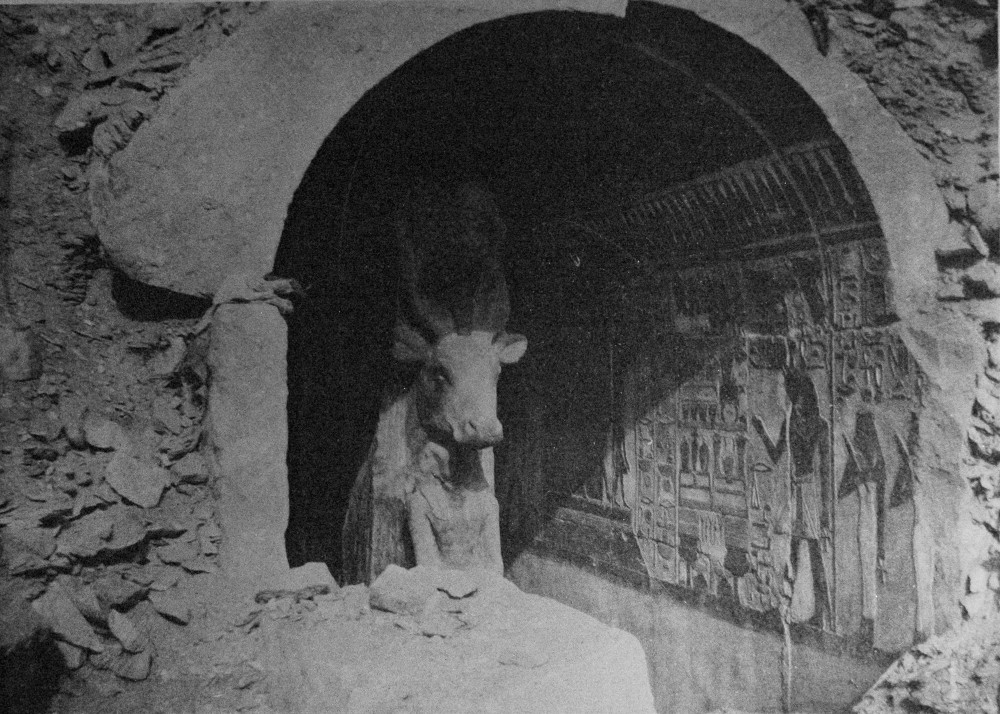
Allerheiligstes der Hathorkapelle bei Entdeckung durch Édouard Naville 1906 mit der Hathorkuh als Kultbild
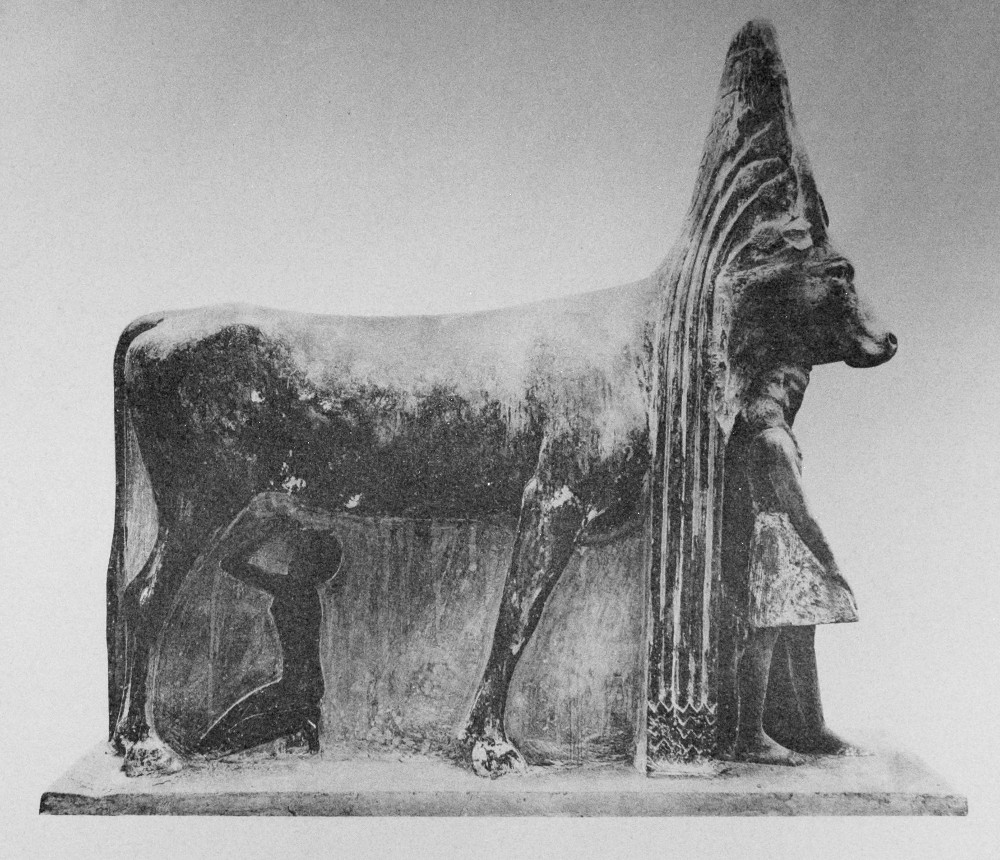
Hathorkuh mit zwei Darstellungen des Amenophis II., heute im Ägyptischen Museum in Kairo
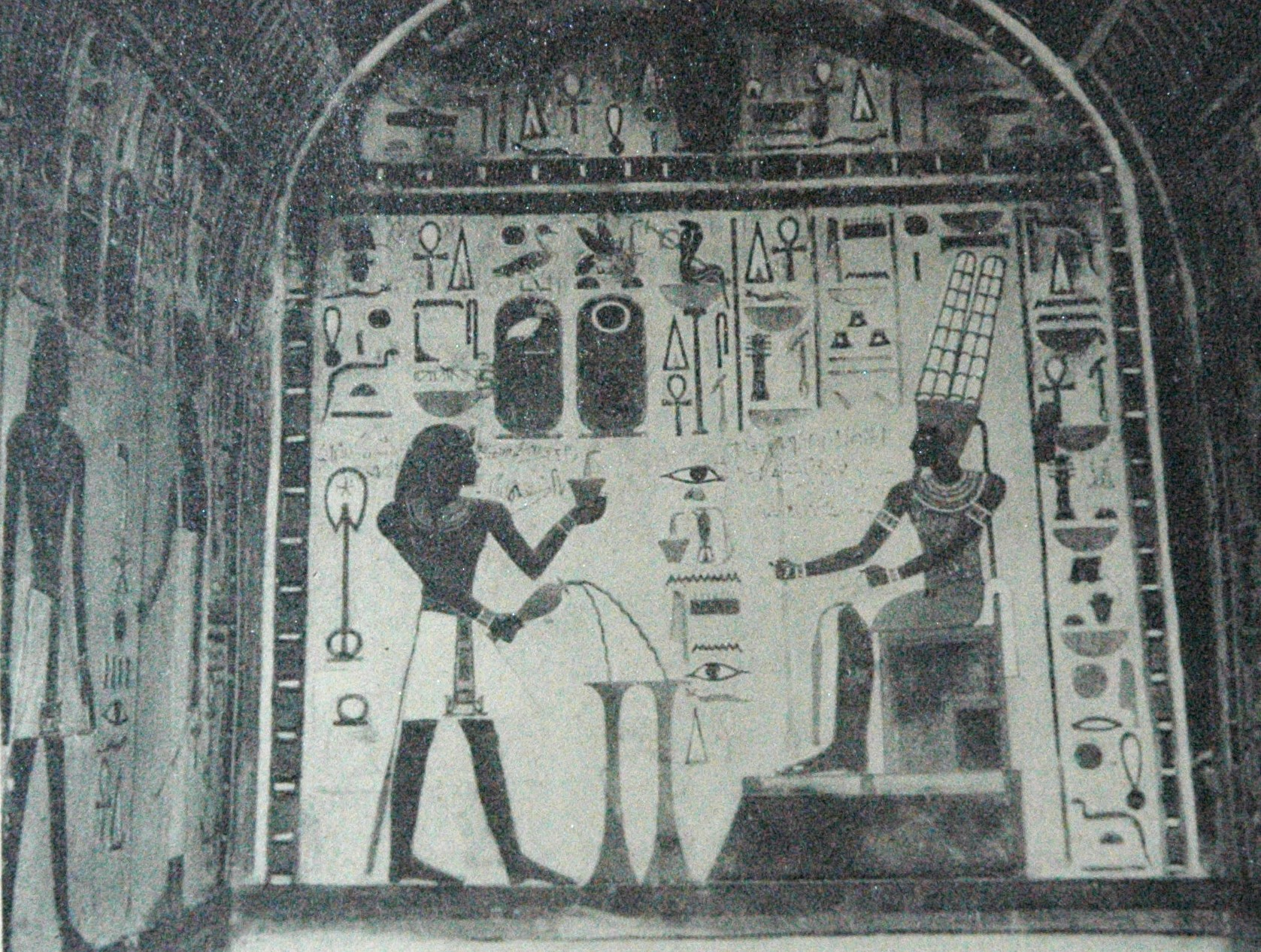
Allerheiligstes des Hathor-Tempels
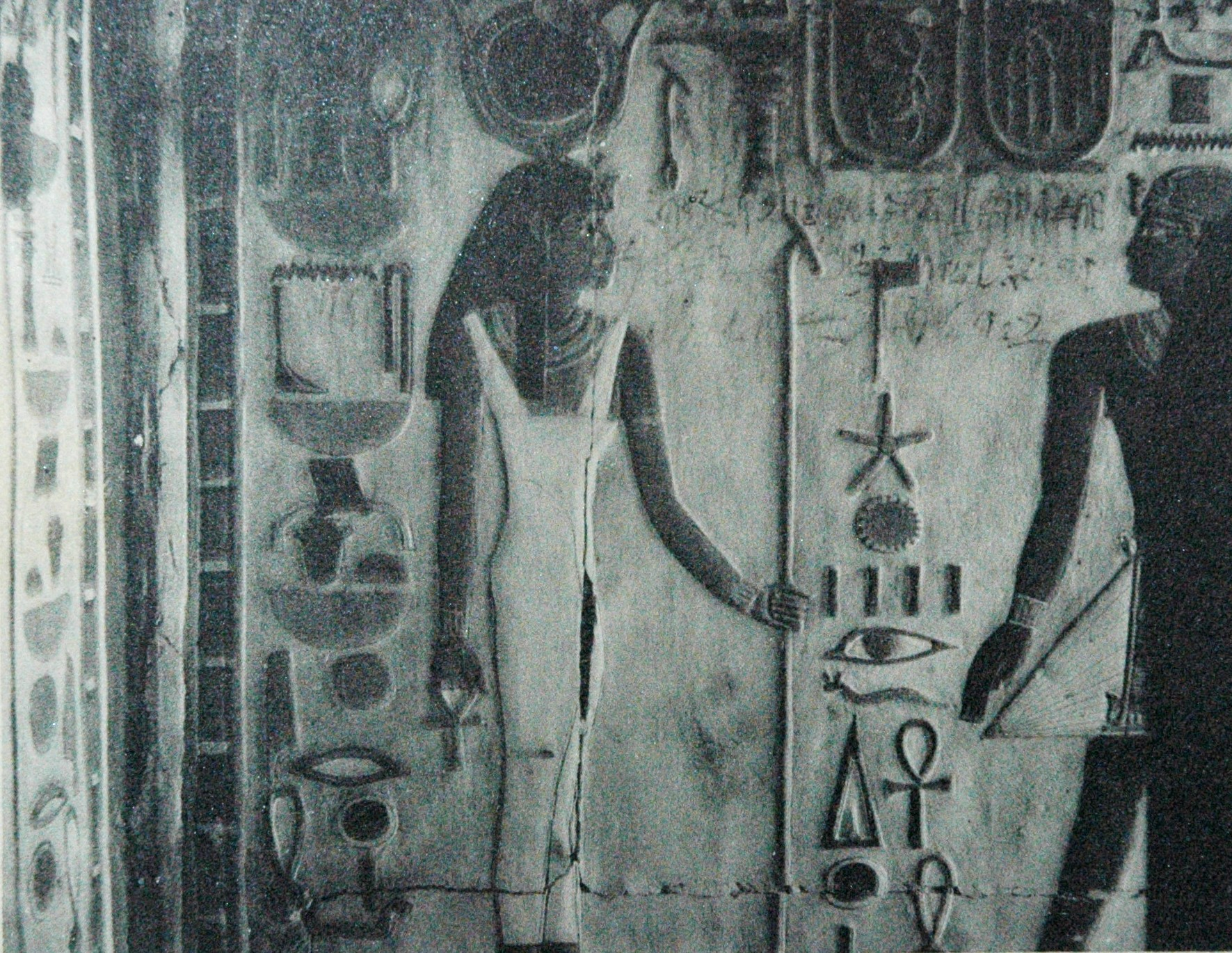
Szene aus dem Allerheiligsten im Hathor-Tempel

### Rampenkapelle (Djeser menu)
Ein weiteres kleines Heiligtum des Thutmosis III. war die Rampenkapelle Djeser-menu, die sich mit der Rückseite an die Rampe zum Haupttempel anfügte und auf den Mentuhotep-Tempel ausgerichtet war. Sie wurde gleichzeitig mit Djeser-achet erbaut, ihre Funktion ist aber nicht geklärt, ein Zusammenhang mit dem Amun-Kult wird jedoch angenommen.

## Weitere Funde

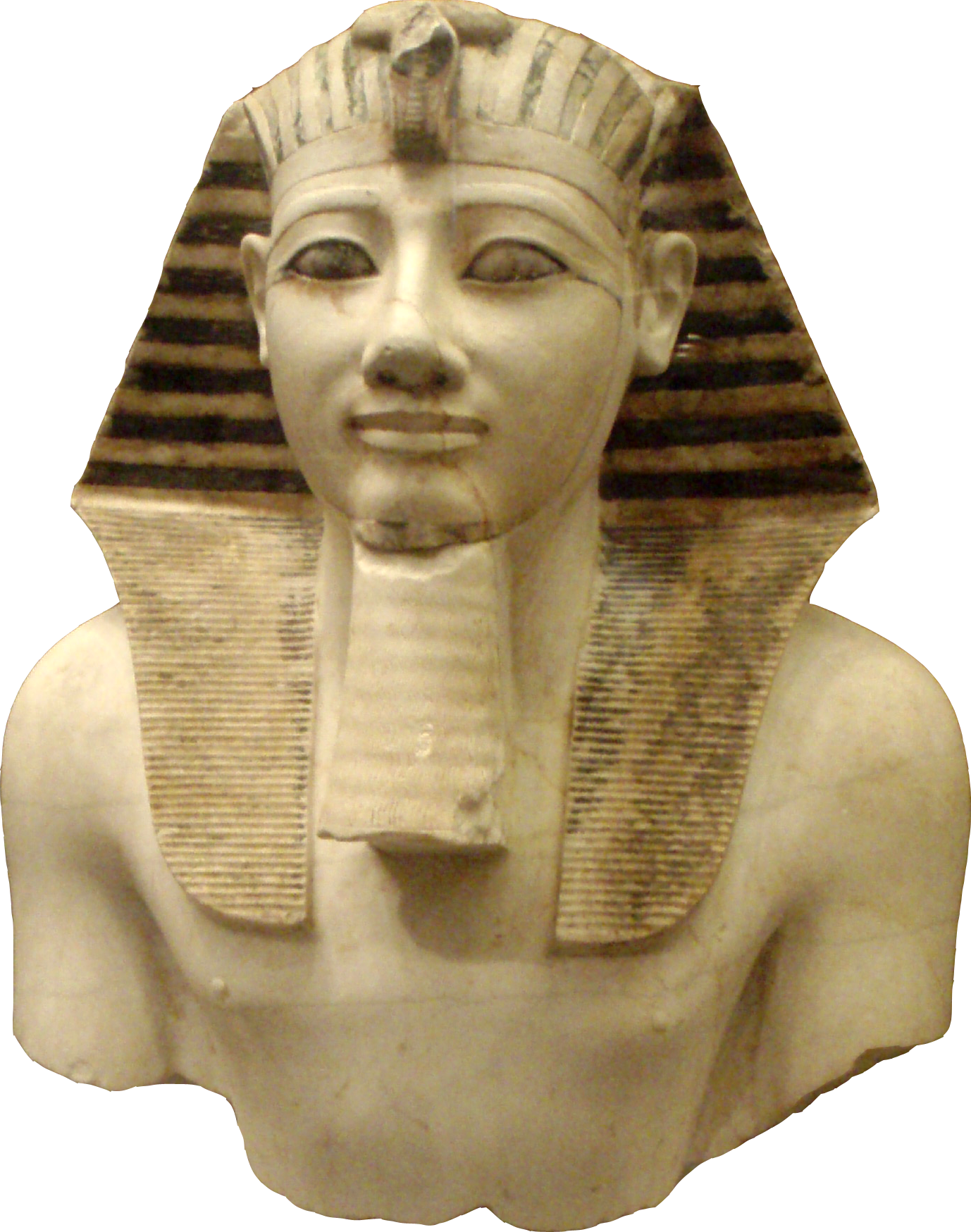
Statue des Thutmosis III., Kopf im Ägyptischen Museum in Kairo, Torso im Metropolitan Museum of Art in New York

Édouard Naville fand 1906 beim Mentuhotep-Tempel das gesichtslose Oberteil und den Torso einer Statue Thutmosis’ III. aus kristallinem, weißem Stein mit blauer und schwarzer Bemalung. J. Lipińska entdeckte 1967 bei ihren Ausgrabungen das dazugehörige Gesicht und weitere Fragmente dieser Statue.
Der Fund einer kopflosen Statue des Senenmut, eines Beamten, der unter Hatschepsut zu hohen Würden gelangte, zeigt womöglich, dass dieser posthum von Thutmosis III. geehrt wurde.

## Bedeutung
Eine Inschrift bezeichnet den Tempel als Millionenjahrhaus, allerdings besaß Thutmosis III. mit Henket-anch bereits ein Millionenjahrhaus nördlich des Ramesseums und auch das Ach-menu im Karnak-Tempel wurde als solches bezeichnet, wodurch die Funktionsbestimmung erschwert wird. Nach Dieter Arnold handelt es sich nicht um einen königlichen Totentempel, sondern eher um einen Ersatz für die kurz vorher durch die Hatschepsut-Verfolgung in Mitleidenschaft gezogenen Götterkapellen des Hatschepsut-Tempels, also vor allem für dessen Amun-Sanktuar und Hathor-Heiligtum.
Demnach übernahm der Tempel die Funktion des Totentempels der Hatschepsut als letzte Station beim Talfest, bei dem in einer Götterprozession das Kultbild des Amun nach Deir el-Bahari getragen wurde, wodurch der Tempel Hatschepsuts an Bedeutung verlor. Nach Donadoni gebührte allerdings die Ehre, den Gott über Nacht in seinem Totentempel zu beherbergen, dem aktuell regierenden König, was seit langem Thutmosis III. war und nach seiner Interpretation wurde lediglich die letzte Etappe des Talfestes vom ersten Totentempel Henket-anch nach Djeser-achit verlegt.

### Überblick
- Dieter Arnold: Deir el-Bahari III. In: Wolfgang Helck [Hrsg.]: Lexikon der Ägyptologie (LÄ). Band 1, 1975, Spalten 1017–1025.
- Dieter Arnold: Die Tempel Ägyptens. Götterwohnungen, Kultstätten, Baudenkmäler. Artemis & Winkler, München/ Zürich 1992, ISBN 3-7608-1073-X, S. 139–40.
- Jadwiga Lipińska: Deir el-Bahri, Tuthmose III temple. In: Kathryn A. Bard (Hrsg.): Encyclopedia of the Archaeology of Ancient Egypt. Routledge, London 1999, ISBN 0-415-18589-0, S. 243–44.
- Dieter Arnold: Lexikon der ägyptischen Baukunst. Bibliographisches Institut, Mannheim 2000, ISBN 3-491-96001-0, S. 263.
- Gabriele Höber-Kamel: Djeser achit. Der Gedenktempel Thutmosis’ III. in Deir el-Bahari. In: Kemet. Heft 3/2001, S. 39–41 und in: Kemet. Heft 2/2006, S. 23–25.

### Monographien
- Édouard Naville: The XIth Dynasty Temple at Deir el-Bahari. Band 1 (= Egypt Exploration Fund. [EEF] Band 28). London 1907.
- Jadwiga Lipińska: Deir el-Bahari II. The Temple of Thutmosis III. Architecture. In: American Journal of Archaeology. (JEA) Band 82, Nr. 3 (197822), Varsovie 1977, S. 405.
- Jadwiga Lipińska: Deir el-Bahari IV. The Temple of Tuthmosis III. Statuary and votive monuments. Éditions Scientifiques de Pologne, Varsovie 1984, ISBN 83-01-04556-6.

### Detailfragen
- Herbert E. Winlock: Excavations at Deir el Bahri: 1911–1931. Macmillan, New York NY 1942.
- Jadwiga Lipińska: Names and history of the sanctuaries built by Thutmosis III at Deir el-Bahari. In: Journal of Egyptian Archaeology. (JEA) Band 53, 1967, S. 25–33.
- Rafal Czerner, Stanislaw Medeksza: The New Observations on the Architecture of the Temple of Thutmosis III at Deir el-Bahari. In: Acts 6th International Congress of Egyptologists. (ICE), 1992–1993, Band II, S. 119–123.
- Nathalie Beaux: La chapelle d'Hathor de Thoutmosis III à Deir el-Bahari. In: Varia Aegyptiaca (VA). Band 10, 1995, S. 59–66.
- Jadwiga Lipińska: Deir el-Bahari, Seven seasons of work, 1978-1987. In: Annales du service des antiquités de l'Égypte. (ASAE) Band 72, 1992–1993, Le Caire 1998, S. 45–48.